# Charles Eaton
Charles Eaton (21 de Dezembro de 1895 – 12 de Novembro de 1979) foi um aviador australiano da Real Força Aérea Australiana (RAAF) que mais tarde serviu como diplomata. Nascido em Londres, ele juntou-se ao Exército Britânico depois do despoletar da Primeira Guerra Mundial, e prestou serviço na Frente Ocidental antes de ser transferido para o Royal Flying Corps em 1917. Colocado como piloto de bombardeiros no Esquadrão N.º 206, foi duas vezes capturado pelas forças alemãs, e em ambas as vezes conseguiu escapar. Eaton deixou as forças armadas em 1920 e trabalhou na Índia até se mudar para a Austrália em 1923. Dois anos mais tarde juntou-se à RAAF, servindo inicialmente como instrutor na Escola de Treino de Voo N.º 1. Entre 1929 e 1931 foi escolhido para liderar três expedições de busca e salvamento a aeronaves perdidas no centro do continente australiano, ganhando atenção a nível nacional e sendo condecorado com a Cruz da Força Aérea pelo "zelo e devoção à missão".
Em 1939, nas vésperas da Segunda Guerra Mundial, Eaton tornou-se comandante do Esquadrão N.º 12 na recém-estabelecida Estação de Darwin, no Território do Norte. Promovido a Capitão de grupo no ano seguinte, foi nomeado Oficial da Ordem do Império Britânico em 1942. Posteriormente, em Batchelor, assumiu o comando da Asa N.º 79, em 1943, e foi mencionado em despachos durante as operações aéreas no Sudoeste do Pacífico. Com o final da guerra, Eaton saiu da RAAF em Dezembro de 1945 e iniciou uma carreira diplomática, passando por postos diplomáticos em Dili, em Timor Português, nas Índias Orientais Holandesas e liderando uma comissão das Nações Unidos como cônsul-geral durante a Revolução na Indonésia. Regressando à Austrália em 1950, continuou a carreira por mais dois anos em Camberra. Conhecido como "Moth" Eaton, foi um agricultor na parte tardia da sua vida, e faleceu em 1979 com 83 anos. Está mencionado em diversos memoriais no Território do Norte.